# Marea roja (película)
Marea roja (título original en inglés: Crimson Tide) es una película estadounidense dirigida por Tony Scott en el año 1995. Es una película de submarinos protagonizada por Denzel Washington y Gene Hackman, producida por Don Simpson y Jerry Bruckheimer, y escrita por Michael Schiffer y Richard P. Henrick. Se centra en la tensión que se produce entre los hombres que deben compartir no solo el escaso y peligroso espacio a bordo de un submarino nuclear clase Ohio, sino también el peso de la responsabilidad por los SLBM nucleares para cuyo uso están entrenados y el estrés mental de las consecuencias directas que esto produce. La banda sonora es de Hans Zimmer, quien obtuvo un premio Grammy por la canción de los títulos (introduciendo de manera destacada el uso de una orquestación obtenida electrónicamente en lugar de los instrumentos tradicionales). Se dice de la película que tuvo un diálogo sin filmar reescrito por Quentin Tarantino.

## Argumento
La película está ambientada en 1995 (a partir de varias referencias que se hacen en la historia) durante un periodo de inestabilidad en Rusia. En Rusia ha surgido un grupo rebelde ultranacionalista ha tomado el control de una instalación de misiles nucleares y amenaza con enviar misiles atómicos si los estadounidenses o el gobierno ruso intenta enfrentarse a ellos.
La marina está en máxima alerta. El submarino nuclear U.S.S. Alabama recibe la misión de patrullar por el Océano Pacífico y estar disponible para lanzar sus misiles en un ataque preventivo si la instalación nuclear rusa intenta lanzar sus misiles. El capitán Frank Ramsey (interpretado por Gene Hackman) es el oficial al mando del submarino, uno de los pocos capitanes que quedan en la Armada estadounidense con alguna experiencia de combate. Elige como su nuevo oficial ejecutivo (XO) al capitán de corbeta Ron Hunter (Denzel Washington), que tiene amplia educación en táctica e historia militar,
De repente se recibe un mensaje cifrado de disparar misiles atómicos contra los rebeldes, basándose en información proporcionada por satélite de que los misiles rusos están siendo cargados. Antes de que el Alabama pueda lanzar sus misiles, comienza a llegar un segundo mensaje, pero es interrumpido por el ataque de un submarino de ataque ruso Clase Akula simpatizante con la causa ultranacionalista. A demasiada profundidad para recibir comunicaciones, atacado por el Akula hostil y con una orden de lanzamiento en la mano, el capitán Ramsey decide continuar con el lanzamiento. Hunter rechaza cooperar como es obligado para el lanzamiento y en lugar de ello intenta confirmar el segundo mensaje. Durante este ataque se recibe un nuevo mensaje concerniente al lanzamiento de los misiles pero no de manera completa y correcta. Surge una fuerte disputa entre Ramsey, el capitán del navío, y Hunter, el segundo comandante, acerca de lo que procede hacer en estas circunstancias. Conforme se incrementa la crisis en el mando, Ramsey retrata al segundo como un graduado de Harvard advenedizo que no respeta su lugar en la cadena de mando. Con el tiempo, Hunter ordena el arresto de Ramsey por intentar excederse en su autoridad. Mientras Hunter intenta confirmar el segundo mensaje de lanzamiento, reaparece el Akula ruso. Destruyen al submarino ruso, pero el Alabama queda seriamente dañado. Las comunicaciones de la nave se han cortado, varios miembros de la tripulación han muerto y entra agua, casi naufragando más allá del límite de «profundidad de aplastamiento», más allá de la cual el casco del submarino no resistirá.
Mientras Hunter espera que se restauren las comunicaciones, oficiales leales al capitán Ramsey ayudan a escapar a éste, quien se enfrenta a Hunter con cargos de amotinamiento y los pone a él y a los oficiales que le ayudan bajo arresto.  
Ramsey casi logra lanzar los misiles él solo, lo que sólo es evitado cuando Hunter persuade al oficial de lanzamiento para que lo retenga un tiempo de manera que él pueda volver a tomar el puente con sus oficiales. Al final, se llega a una pausa. Los oficiales en conflicto se ponen de acuerdo en esperar hasta el último momento posible para lanzar los misiles. El equipo de comunicación se repara a tiempo y se pone de manifiesto que el ejército ruso tiene la situación bajo control y la rebelión se ve sometida, eliminando la necesidad de lanzar los misiles.
La película acaba en una entrevista en el cuartel general de la Flota del Pacífico en Hawái donde varios almirantes expresan su grave preocupación por el fracaso de operaciones de lanzamiento nuclear en tiempo de guerra. Mientras, Ramsey voluntariamente se retira y el joven Hunter es recomendado por Ramsey para un puesto de mando. La película logra presentar la intratablemente incierta naturaleza del caso del lanzamiento, en esencia no colocando una culpa plena en ninguno de los dos personajes. Al final de la película, se produce una reconciliación entre los oficiales. Al final de la película se indica que un año después se aprobaría un decreto por el cual la decisión de lanzar misiles nucleares ya no recae en el comandante del submarino, sino en el presidente de los Estados Unidos como Comandante en jefe.

## Reparto
| Actor             | Personaje                  |
| ----------------- | -------------------------- |
| Denzel Washington | Comandante Ron Hunter      |
| Gene Hackman      | Capitán Frank Ramsey       |
| Matt Craven       | Teniente Roy Zimmer        |
| Viggo Mortensen   | Teniente Peter «Weps» Ince |
| George Dzundza    | Jefe del submarino «Cob»   |
| James Gandolfini  | Teniente Bobby Dougherty   |
| Rocky Carroll     | Teniente Darik Westergaurd |

## Fechas de lanzamiento
| País                                                                          | Fecha de estreno                  |
| ----------------------------------------------------------------------------- | --------------------------------- |
| Alemania                                                                      | Jueves 13 de julio de 1995        |
| Argentina                                                                     | Jueves 3 de agosto de 1995        |
| Australia                                                                     | Jueves 8 de junio de 1995         |
| Austria                                                                       | Viernes 14 de julio de 1995       |
| Bélgica                                                                       | Miércoles 6 de septiembre de 1995 |
| Belice · Costa Rica · El Salvador · Guatemala · Honduras · Nicaragua · Panamá | Viernes 28 de julio de 1995       |
| Bolivia                                                                       | Martes 19 de septiembre de 1995   |
| Brasil                                                                        | Jueves 7 de septiembre de 1995    |
| Bulgaria                                                                      | Viernes 3 de noviembre de 1995    |
| Chile                                                                         | Jueves 3 de agosto de 1995        |
| Colombia                                                                      | Viernes 28 de julio de 1995       |
| Corea del Sur                                                                 | Sábado 2 de septiembre de 1995    |
| Croacia                                                                       | Jueves 7 de septiembre de 1995    |
| Dinamarca                                                                     | Viernes 1 de septiembre de 1995   |
| Ecuador                                                                       | Viernes 8 de septiembre de 1995   |
| Egipto                                                                        | Lunes 6 de noviembre de 1995      |
| Eslovenia                                                                     | Jueves 31 de agosto de 1995       |
| España                                                                        | Viernes 18 de agosto de 1995      |
| Estados Unidos · Canadá                                                       | Viernes 12 de mayo de 1995        |
| Filipinas                                                                     | Miércoles 12 de julio de 1995     |
| Finlandia                                                                     | Viernes 8 de septiembre de 1995   |
| Francia                                                                       | Miércoles 30 de agosto de 1995    |

| País                         | Fecha de estreno                 |
| ---------------------------- | -------------------------------- |
| Grecia                       | Viernes 3 de noviembre de 1995   |
| Hong Kong                    | Jueves 14 de septiembre de 1995  |
| Hungría                      | Jueves 12 de octubre de 1995     |
| India                        | Viernes 24 de noviembre de 1995  |
| Indonesia                    | Martes 1 de agosto de 1995       |
| Israel                       | Viernes 19 de mayo de 1995       |
| Italia                       | Viernes 15 de septiembre de 1995 |
| Japón                        | Sábado 14 de octubre de 1995     |
| Malasia                      | Jueves 29 de junio de 1995       |
| México                       | Viernes 18 de agosto de 1995     |
| Noruega                      | Viernes 21 de julio de 1995      |
| Nueva Zelanda                | Viernes 30 de junio de 1995      |
| Países Bajos                 | Jueves 3 de agosto de 1995       |
| Perú                         | Viernes 1 de septiembre de 1995  |
| Polonia                      | Viernes 25 de agosto de 1995     |
| Portugal                     | Viernes 13 de octubre de 1995    |
| Reino Unido Irlanda          | Viernes 10 de noviembre de 1995  |
| República Checa · Eslovaquia | Jueves 5 de octubre de 1995      |
| Rumania                      | Viernes 6 de octubre de 1995     |
| Singapur                     | Jueves 1 de junio de 1995        |
| Sudáfrica                    | Viernes 1 de septiembre de 1995  |
| Suecia                       | Viernes 4 de agosto de 1995      |
| Suiza                        | Viernes 14 de julio de 1995      |
| Tailandia                    | Viernes 9 de junio de 1995       |
| Taiwán                       | Sábado 7 de octubre de 1995      |
| Turquía                      | Viernes 27 de octubre de 1995    |
| Uruguay                      | Viernes 18 de agosto de 1995     |
| Venezuela                    | Miércoles 16 de agosto de 1995   |

## Premios

### Oscar 1995
| Categoría               | Persona                                                         | Resultado  |
| ----------------------- | --------------------------------------------------------------- | ---------- |
| Mejor montaje           | Chris Lebenzon                                                  | Candidato  |
| Mejor edición de sonido | George Watters II                                               | Candidato  |
| Mejor sonido            | Kevin O'Connell Rick Kline Gregory H. Watkins William B. Kaplan | Candidatos |